# Estanozolol
El estanozolol, comúnmente vendido bajo el nombre de Winstrol (oral) y Winstrol Depot (intramuscular), es un esteroide anabólico sintético . Fue desarrollado por Winthrop Laboratorios en 1962 y ha sido aprobado por la FDA para el uso humano.
Es un fármaco que pertenece al grupo de los andrógenos atenuados. Se trata de un anabolizante que estimula la síntesis proteica y cuyo efecto se manifiesta en un aumento del apetito, el sabor de los alimentos y del índice de masa corporal.

## Uso clínico

### Indicaciones
El estanozolol se emplea para estados de desmejoramiento general, anemia aplásica, anorexia rebelde, convalecencia, enfermedades crónicas y debilitantes, osteoporosis posmenopáusica o del anciano, alteraciones del metabolismo proteico con pérdida de masa muscular y balance negativo de nitrógeno. También es de uso para síndromes nefróticos, asmáticos, rinitis reumatoide,etc. para contrarrestar el efecto catabólico de los corticoides, así como coadyuvante en el tratamiento de llagas de decúbito, enfermedad de Behçet, anemia aplásica fracturas de lenta consolidación, osteoporosis, quemaduras extensas, períodos pre y posoperatorio, como tratamiento profiláctico del Angioedema hereditario, al aumentar la síntesis proteica.
En pediatría se emplea para tratar los retardos del crecimiento estatural y ponderal, en los hipoevolutismos somáticos, en las distrofias y en la inmadurez.

### Reacciones adversas
Los efectos adversos de estanozolol son, en general, frecuentes, moderadamente importantes e irreversibles en algunos casos. Durante el empleo terapéutico del estanozolol se han descrito reacciones adversas sobre el hígado (peliosis hepática y tumores de hígado) e ictericia colestática. En la mayor parte de los casos, estos efectos desaparecen cuando se discontinua el tratamiento.
También se han descrito diarrea, náusea/vómitos, excitación, insomnio, virilización, hirsutismo, hipertrofia del clítoris, acné, inhibición de la función testicular con oligospermia y retención del sodio, potasio, agua y cloruros.
Cuando el estanozolol es utilizado por atletas y gimnastas, se han descrito reacciones secundarias hasta en el 40 % de los casos de los hombres y hasta en el 50% de las mujeres. Los efectos secundarios más frecuentes experimentados por los primeros son aumento de los impulsos sexuales, acné, hirsutismo, irritabilidad, hipertensión, insomnio, depresión, aumento del apetito y pérdida de cabello.
En las mujeres, las reacciones adversas más frecuentes son virilización y acné.
Cuando se utilizan en dosis superterapeúticas se reduce la cantidad y calidad del semen en los varones produciendo, en unos pocos meses, esterilidad. Se desconoce con exactitud el tiempo requerido para recuperar la normalidad aunque se estima en 5 a 6 meses después de retirado el fármaco. La administración de estanozolol a largo plazo produce hipogonadismo con atrofia testicular y azoospermia.

### Contraindicaciones
Está contraindicado en caso de hipersensibilidad al estanozolol, embarazo y lactancia, carcinoma de próstata, tumores en varones dependientes de hormonas, hipercalcemia activa, e insuficiencia hepática.

### Precauciones
En el caso de pacientes con hepatopatías, es aconsejable vigilar los índices de colestasis. Los pacientes sensibles a fenómenos colaterales endocrinos o hidroeléctrolítico deben ser vigilados periódicamente durante los tratamientos prolongados. Los pacientes con intolerancia a la lactosa podrían presentar diarreas, si bien la cantidad presente como excipiente en los comprimidos no es, probablemente, suficiente para desencadenar los síntomas. Además, el estanozolol debe ser utizado con precaución y bajo estricto control médico en caso de pacientes con insuficiencia cardíaca, hipertensión arterial, epilepsia, migraña, diabetes, metástasis óseas, dismenorrea, dislipidemia, alteraciones de la coagulación y porfiria.

### Advertencias
Los esteroides anabólicos tiene la capacidad potencial de producir efectos masculinizantes , que pueden manifestarse en las niñas, por lo que, en estos casos, el tratamiento debe ser estrictamente vigilado por el médico. Los tratamientos muy prolongados para favorecer el crecimiento deben ser interrumpidos cuando la edad esquelética (a controlar radiológicamente cada semestre), se acerque a la edad cronológica.

Este medicamento puede establecer para los deportistas un resultado analítico de control de dopaje como positivo.

### Interacciones
La administración contemporánea de corticoides o ACTH puede provocar edema ocasionalmente.
En tratamientos con anticoagulantes se puede registrar un aumento de la respuesta a estos, por lo que puede ser necesario reducir su dosis para obtener el mismo efecto terapéutico. Una dosis común puede ser 10-25 mg/día por vía oral y 25-50 mg inyectados diariamente, con resultados óptimos por lo general visto a 50 mg/día.

### Presentaciones
Se presenta en comprimidos de 5 y 10 mg, Como excipientes contiene lactosa, magnesio estearato, calco fosfato dibásico, carboximetil almidón, goma arábiga, colorante rojo (E127) y agua desionizada c.s. Se comercializa también como inyectable en envases con 1 y 3 ampollas de 1 ml, v.p. (liberación retardada). En este caso los excipientes son sodiofosfato dibásico, polisorbato 80, sodio mertiolato, sodio cloruro y agua para inyección c.s.

### Comercialización
El estanozolol se comercializa en España bajo el nombre de Winstrol (comprimidos) y Winstrol Depot (inyectable, liberación retardada), marca registrada de los laboratorios Desma.

## Uso en el culturismo

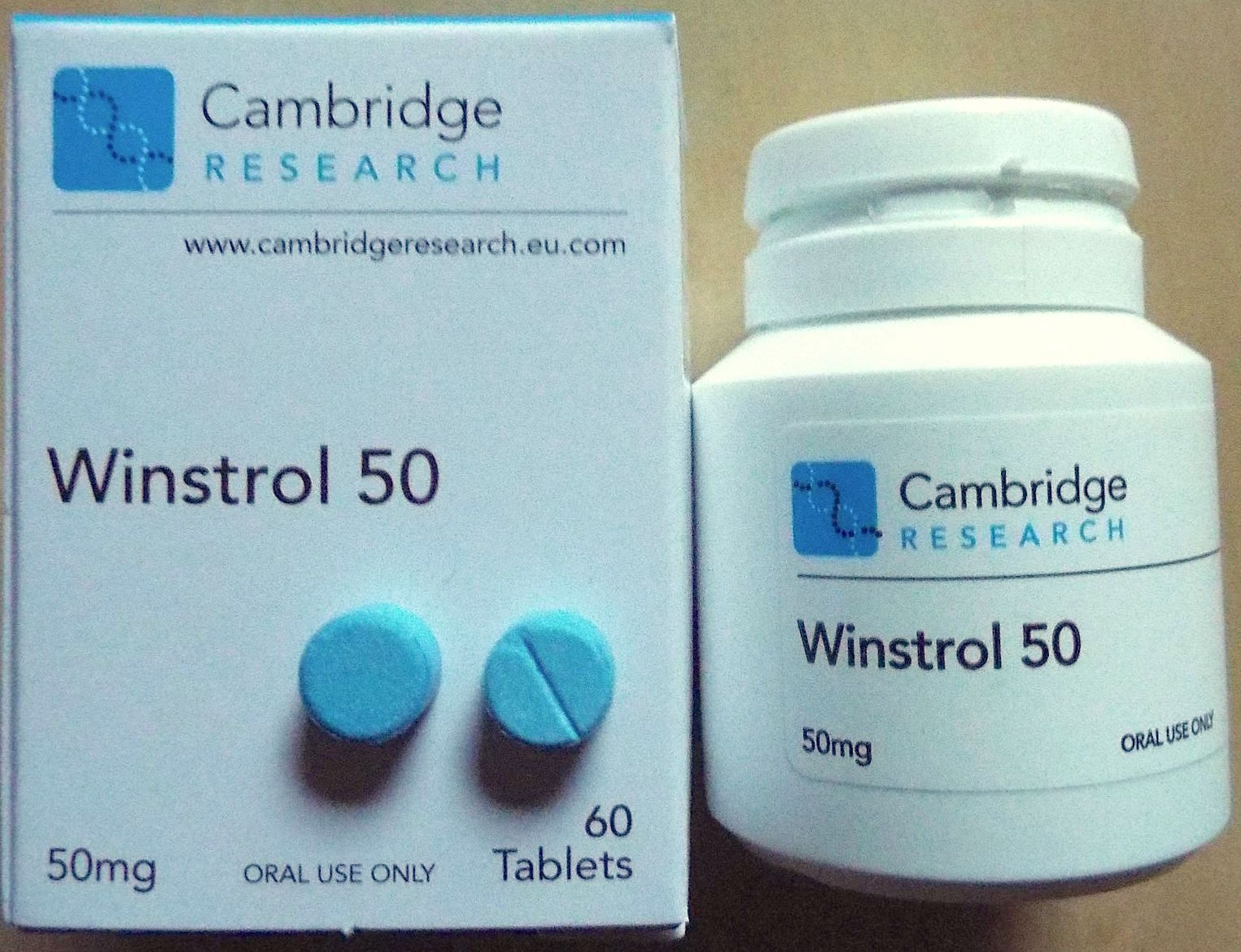
Tabletas de 50 mg de Winstrol.

El estanozolol es utilizado por muchos atletas por sus propiedades anabólicas con la consiguiente reducción de la grasa corporal. El estanozolol es un derivado modificado de la dihidrotestosterona (DHT) y por lo tanto de estrógenos no aromatizados a través de la clase de enzimas de la aromatasa. Los culturistas con frecuencia hacen un mal uso del fármaco que se manifiesta en dolor en las articulaciones durante la utilización del estanozolol, ya sea por vía oral o por inyección intramuscular de una suspensión acuosa; una referencia a su razón percibida de un aumento en el dolor articular. Más bien, el estanozolol como un derivado de DHT puede competir de forma selectiva con la progesterona y otras progestinas naturales y sintéticos (nandrolona) para receptores de progestina; produciendo una reducción en procesos antiinflamatorios mediante la progesterona y la presentación de los pacientes con un aumento de la percepción de molestias en las articulaciones.
Es comúnmente utilizado por los atletas y culturistas por igual para perder grasa sin perder masa corporal magra. Por lo general se utiliza como "corte " o fase final de un ciclo, para ayudar a preservar la masa corporal magra, mientras que metabolizan el tejido adiposo, aunque no se ha demostrado de manera concluyente que tenga propiedades especiales para quemar grasa.
Se presenta más comúnmente como una inyección de 50 mg/mL. Sin embargo, recientemente, hay versiones de 75 mg/ml a 100 mg mL. 10 mg es la dosis más baja en comprimidos, pero también están disponibles comprimidos de 50 mg.
Según una fuente, "el Winstrol inyectable tiene una vida media de aproximadamente 24 horas mientras que la forma oral tiene una vida media de aproximadamente 9 horas."
El estanozolol es treinta y cinco veces más potente que la metiltestosterona como agente anabólico. Por otro lado, es sólo un cuarto de androgénico que la metiltestosterona.
Su principal efecto secundario es causar deficiencia en el esperma del hombre afectando su fertilidad o la salud del feto fecundado; se recomienda esperar un periodo de 6 a 10 semanas para fecundar y evitar riesgo de mal formación en el feto.

### Detección de uso
El estanozolol está sujeto a una amplia biotransformación hepática por variedad de vías enzimáticas. Los metabolitos primarios son exclusivos de estanozolol y son detectables en la orina durante un máximo de 10 días después de una sola dosis oral de 5-10 mg. Los métodos para la detección en muestras de orina por lo general implican la espectrometría de masa de cromatografía de gases o espectrometría de cromatografía-masa líquida.